# 楊基
楊基（1326年—？），字孟載，號眉庵，元末明初詩人、畫家，明初十才子之一。

## 生平
楊發之玄孫，楊梓之曾孫，楊樞之孫，楊元德之子。泰定三年丙寅（1326年）出生。原籍嘉州龍遊縣（今四川省乐山市），後自高祖父楊發改籍嘉興路海鹽縣澉浦，生於平江路吳縣。幼以《鐵笛》詩為楊維楨所賞識，故有詩名。曾著《論鑑》十萬餘言。曾入張士誠幕下，種下禍根。洪武四年（1371年），以薦為江西行省幕官，因事下御史臺獄，洪武五年（1372年）出獄，返南昌。洪武六年（1373年）奉使湖廣，召還授兵部員外郎。洪武七年（1374年）五月，出任山西按察司副使，官至山西按察使。後被讒奪職，謫輸作（罰服勞役），死於南京工所，卒年不詳。

## 藝術成就
楊基能詩，風格清俊纖巧，其中五言律詩《岳陽樓》境界開闊，時人稱楊基為五言射雕手。與高啟、張羽、徐賁為詩友，時人稱吳中四傑。工書畫，尤善繪山水竹石。著有《眉庵集》。

## 延伸阅读
[在维基数据编辑]
 在维基文库阅读此作者作品
 《國朝獻徵錄·卷之九十七》，出自焦竑《國朝獻徵錄》
 《明史卷二百八十五》，出自《明史》